# Violacein
Violacein ist ein natürlich vorkommendes violettfarbenes organisches Pigment, das unter anderem von Duganella-Bakterien produziert wird.

## Eigenschaften
Das Pigment weist verschiedene pharmazeutische Eigenschaften auf, darunter antibiotische, krebsbekämpfende und antioxidative Wirkungen. Aufgrund der geringen Wasserlöslichkeit von Violacein ist seine Anwendung eingeschränkt. Alternativ können jedoch mit Ultraschalltechnik unter Zugabe von Natriumlaurylsulfat (SDS) als Dispergiermittel wasserlösliche Violacein-Nanopartikel hergestellt werden.